# Britani
     Teritoriu preponderent Briton
     Teritoriu preponderent Galic
     Teritoriu preponderent Pict

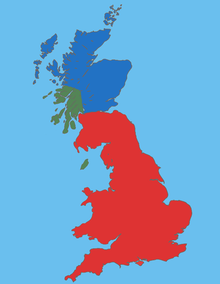
Marea Britanie în a doua jumǎtate a secolului al V-lea - între sfârșitul dominației romane și cucerirea anglo-saxonǎ
Teritoriu preponderent Briton
Teritoriu preponderent Galic
Teritoriu preponderent Pict

Britanii (în latină Britto, (eventual de la celticul Brith - viu colorat, diferit, sau de la Pryden - numirea de sine a picților) în engleză Britons, în bretonă Brezhoned, în galeză Brythoniaid) au fost un trib celtic, care constituia populația principalǎ a Britanniei din secolul al VIII-lea î.Hr. pânǎ în secolul al V-lea. Înainte de cucerirea romană au trăit preponderent într-un sistem comunal tribal. Opunându-se romanizǎrii, britanii de multe ori se răzvrăteau împotriva romanilor. Între secolele V-VI are loc invazia anglo-saxonă a Britanniei. În urma acestei invazii, dintre supraviețuitori, mai mulți britani s-au amestecat cu nou-sosiții, iar restul au migrat spre Țara Galilor, Scoția, Cornwall și peninsula Armorica (Bretania franceză). Numărul probabil al britanilor la începutul cuceririi a fost de 2 milioane, pe când numărul invadatorilor era de numai 200 de mii.

## Istorie
Primele relatǎri despre locuitorii arhipelagului au fost evidențiate de geograful grec Pytheas, care a călătorit în jurul coastelor Marii Britanii între anii 330 și 320 î.Hr.. Deși nici una dintre scrierile sale nu s-a pǎstrat, scriitorii și savanții Imperiului Roman, de multe se refereau anume la acestea. Pytheas a numit insula αι Βρεττανιαι, iar populația acesteia Πρεττανοι. Acest cuvânt a fost împrumutat de la Gali, care posibil îl foloseau la fel pentru locuitorii insulelor. Probabil cuvântul își are originile de la Picți care se auto-numeau Pryden.
După cucerirea romană din anul 43 numele latin pentru insulǎ a sunat ca Britanni sau Brittanni.

## Britani cunoscuți
- Regele Arthur - rege britanic semi-legendar
- Boudica - soția lui Prasutaga conducătorul tribului britan al icenilor
- Sfântul Patriciu - episcop irlandez, sfânt patron al Irlandei și Islandei

## Legǎturi externe
- BBC - Istorie - Triburile native ale Britaniei
- DNA from ethnic Britons found in Ireland